# Aspila straminea
Aspila straminea är en fjärilsart som beskrevs av Donovan 1793. Aspila straminea ingår i släktet Aspila och familjen nattflyn. Inga underarter finns listade i Catalogue of Life.